# Gilbert Huybens
Gilbert Huybens (Schaarbeek, 30 oktober 1949) is een Belgisch componist, musicograaf en muziekpedagoog.

## Leven
Huybens volgde het Grieks-Latijns humaniora aan het Sint-Pieterscollege te Leuven en deed ook een opleiding aan het Stedelijk Conservatorium Leuven. Daarna volgde een studie aan het Koninklijk Conservatorium Brussel met docenten als Paul Barras (orgel), Peter Cabus (harmonieleer), Joel Louël en Albert Delvaux (contrapunt, die laatst ook fuga), Corneel Mertens (muziekgeschiedenis) en Victor Legley (compositieleer).
Al vanaf 1970 was Huybens zelf docent aan het Stedelijk Conservatorium Leuven en werd in 1973 medewerker van de Koninklijke Belgische Commissie voor Volkskunde. In die hoedanigheid verzamelde hij gegevens over geestelijke en wereldlijke liederen gedrukt in de periode 1508 tot 1800, de periode van de Zuidelijke Nederlanden. Daarnaast gaf hij leiding aan het Don Boscokoor uit Kessel-Lo. Huybens was van 1988 tot 1994 voorzitter van Jeugd en Muziek Vlaanderen en initiator van de gelijknamige prijs.
Hij schreef tal van publicaties, bijdragen in tijdschriften en tentoonstellingscatalogi, met name over de volksmuziek uit Vlaanderen, maar ook over de stad Leuven. Hij publiceerde onder meer over het stadhuis en over de Sint-Pieterskerk. Huybens trad ook op als samensteller, coördinator en redacteur van een aantal geluidsdragers (elpees en cd’s) met werken van Oudvlaamse componisten. In 2015 ging hij als docent met pensioen.
In 1980 werd Huybens' bibliografie van het geestelijk en wereldlijk Vlaams volksliedboek in Zuid-Nederland van 1508 tot 1800 bekroond door het Frans M. Olbrechtsgenootschap. De stad Leuven eerde hem in 1988 met de Leuvense Persprijs. In 1996 ontving hij de Grote Prijs voor Letterkunde van de Koninklijke Academie voor Nederlandse Taal- en Letterkunde.

## Werken (selectie)

### Liederen
- Vlaamse kinderliederen (Karel Bouryprijs)
- Drie Gezelleliederen (sopraan, klarinet en piano, 1978)
- Cantiones sacrae (a capella-koor, 1978)
- Jaarwende I (Oudvlaamse liederen voor gemengd koor, 1979)
- Sarabesques (sopraan en piano, 1979)
- Dolle tuinen van geuren (liedbundel met liederen op tekst van Paul van Ostaijen, 1986/1987)
- Spiegelvlak van stilte (1988)
- Liturgies intimes (sopraan en piano, onder pseudoniem Marcel de Tiège, 1988)
- Sept épigrammes (1999)
- Doron (liederencyclus op psalmteksten voor vrouwenkoor, onder pseudoniem Marcel de Tiège, 2004)
- Weersta verlangen niet (vrouwenkoor, 2006)

### Piano solo
- Vijf Haïku’s (1990)
- Dabodi (1994)
- Drie nageldeuntjes: Pastorale, Mars en Studie (1994)
- Drie miniaturen (2004)
- Drie burlesken (2005)

### Instrumentaal
- Bouquet Provençal (koperkwintet, 1978)
- Kaloem (houtkwintet, 1979)
- Serenade (koperkwintet, 1979)
- Vivaldiana (koperkwintet, 1979)

## Publicaties (selectie)
- Vlaamse volksmuziek uit de renaissance (1978)
- Complete Theoretical Works of Aristide Cavaillé-Coll (1979)
- Brabant verheught u. Bladeren in Brabantse liedboeken. Essai en bloemlezing (1981)
- Muziek te Leuven in de 16e eeuw (1982)
- Aristide Cavaillé-Coll. Liste des travaux exécutés. Opus list. Verzeichnis der ausgeführten Arbeiten (1985)
- The art of the carillon in the Low Countries (met André Lehr en Wim Truyen, 1991)
- Beiaarden en torens in België (red., 1994)
- Louvain dans le passé et dans le présent. Deel 2. Commentaar – Index – Bibliografie (red., 2001)
- Fiere Margriet van Leuven, eeuwenoud-eeuwiglevend (met Maurits Smeyers, 2002)
- De Leuvense prentenatlas. Zeventiende-eeuwse tekeningen uit de Koninklijke Bibliotheek te Brussel (red. met Evert Cockx, 2003)
- Thesaurus canticorum Flandrensium. Het gedrukte Nederlandse liedboek in Vlaanderen (1508-1800) (2004)
- Frascati. Een kroniek van het muziekleven te Leuven in de 19de eeuw (met Geert Robberechts, 2010)
- Who's who? De beelden op de gevels van het Leuvense stadhuis (2012)
- Leuvense burgemeesters geportretteerd (2017)
- De Sint-Pieterskerk te Leuven. Geschiedenis, architectuur en patrimonium (red. met David Mellaerts en Brecht Dewilde, 2022)
- De gerechtigheid van keizer Otto III. Legende - overlevering - archivalia (met Marika Ceunen, 2023)

- Gemeinsame Normdatei: 1051346967
- International Standard Name Identifier: 0000 0001 1937 5791
- Library of Congress Control Number: n80043094
- Nationale Bibliotheek van Letland: 000022548
- MusicBrainz: 72a1a5e0-c346-4378-b4e7-72fb3063ad93
- Nationale Bibliotheek van Israël: 987007271766005171
- Nederlandse Thesaurus van Auteursnamen: 074740288
- Système universitaire de documentation: 159046661
- Virtual International Authority File: 91808443
- WorldCat: E39PBJxH3FcD9wxpKDHqpxf8YP